# Атямас
Атямас (? — 9 апреля 1241, Легница) — сын и наследник мокшанского царя (каназора) Пуреша, брат Нарчатки.

## Биография
Согласно Лаврентьевской летописи, в 1229 году «того же лета победи Пургаса Пурешев сын с Половци, изби Мордву и всю Русь Пургасову, а Пургас едва вмале утече».
С нашествием монголо-татар в сентябре 1236 года вынудило Пуреша принять сторону Батыя, который использовал его войска в своих завоевательных походах в Центральную Европу.
Накануне битвы при Легнице (1241 год) Пуреш повёл тайные переговоры с Генрихом Благочестивым о переходе на сторону немцев и богемов, надеясь при их поддержке выйти из под власти Батыя. После тайных переговоров 8 апреля 1241 года Пуреш отказался воевать с немцами, ссылаясь на большие потери и сказал Субэдэю, что его воины устали. Субэдэй приказал отвести мокшанское войска в тыл на отдых и сдать оружие вставшим на их место. Он обещал дать воинам Пуреша новое оружие, которое доставляли обозами из тыла. В ночь на 9 апреля монголы перебили многих из них спящими. Первыми были убиты каназор Пуреш и его сын Атямас.